# Ok (album)
Az 1998-as Ok Talvin Singh tabláművész debütáló lemeze. Azért ezt a  címet választották, mert az OK szót világszerte megértik. Nagyrészt a hagyományos indiai zene újféle előadása ajaksípos hangszerekkel, szitárral és tablával. A lemezért a szerző Mercury Music Prize-t kapott 1999-ben. Az album szerepel az 1001 lemez, amit hallanod kell, mielőtt meghalsz című könyvben.

## Az album dalai
|     | Cím                    | Szerző(k)                       | Hossz |
| --- | ---------------------- | ------------------------------- | ----- |
| 1.  | Traveller              | Talvin Singh, Cleveland Watkiss | 11:18 |
| 2.  | Butterfly              | Singh                           | 4:26  |
| 3.  | Sutrix                 | Singh                           | 5:55  |
| 4.  | Mombasstic             | Singh                           | 5:45  |
| 5.  | Decca                  | Singh                           | 1:20  |
| 6.  | Eclipse                | Singh                           | 5:50  |
| 7.  | OK                     | Singh                           | 4:19  |
| 8.  | Light                  | Singh                           | 6:23  |
| 9.  | Disser/Point. Mento. B | Singh                           | 2:43  |
| 10. | Sonic                  | Singh                           | 5:59  |
| 11. | Vikram The Vampire     | Singh                           | 6:47  |